# Zahid Hamid
Zahid Hamid (en ourdou : زاہد حامد), né le 24 octobre 1947 à Lahore, est un homme politique pakistanais. Il a été successivement membre de la Ligue musulmane du Pakistan (Q) puis de la Ligue musulmane du Pakistan (N) depuis 2008. Élu trois fois député de l'Assemblée nationale, il a surtout été ministre fédéral de la Justice entre mars 2016 et novembre 2017.
Issu d'une famille influente originaire de Pasrur, Zahid Hamid s'est allié à Pervez Musharraf entre 2002 et 2007 avant de rejoindre Nawaz Sharif. En tant que ministre de la justice, il est accusé de blasphème par des islamistes pour avoir cherché à réformer la prestation de serment des députés. Il est contraint de démissionner et de se retirer de la vie politique.

## Jeunesse et éducation
Zahid Hamid est né le 24 octobre 1947 à Lahore, dans la province du Pendjab de la jeune nation pakistanaise. Originaire de Pasrur, son père Hamid Nawaz a notamment été brigadier de l'armée pakistanaise et deux fois député de l'Assemblée nationale, tandis que son frère Shahid Hamid a été gouverneur du Pendjab entre 1997 et 1999.
Zahid Hamid est diplômé d'un Bachelor of Laws de l'Université du Pendjab puis d'un Honours degree et d'un master en philosophie du droit de l'Université de Cambridge.

## Carrière politique
Zahid Hamid commence sa carrière en tant qu'avocat et monte plusieurs entreprises familiales dans le secteur agricole. Il s'engage par la suite en politique en rejoignant le Parti du peuple pakistanais mais est défait lors des élections législatives de 1997. Après le coup d'État du 12 octobre 1999, il rejoint la Ligue musulmane du Pakistan (Q) en soutien au général putschiste Pervez Musharraf. Il est élu député de la cinquième circonscription de Sialkot lors des élections de 2002 avec 45 % des voix.
Ministre d’État à la justice sous Musharraf, Zahid Hamid aide notamment à la rédaction de l'ordonnance nationale de réconciliation et à la mise en place de l'état d'urgence de 2007. Peu avant les élections législatives de 2008, il change de camp et rejoint la Ligue musulmane du Pakistan (N) et est réélu député sous cette étiquette. Actif dans l'opposition, il est notamment membre de la Commission loi et justice de l’Assemblée nationale. 
Lors des élections législatives de 2013, il est réélu député avec 62 % des voix alors que son parti est victorieux au niveau national. Il devient d'abord ministre des Sciences et Technologie dans le gouvernement de Nawaz Sharif, puis ministre du Changement climatique qu'il cumule avec un poste de ministre de la Justice à partir du 29 mars 2016. 
En octobre 2017, il est au cœur d'une polémique, après une tentative de réforme de la prestation de serment des députés au sujet de la finalité de la prophétie de Mahomet, serment par ailleurs transformé en simple déclaration. Il est la cible principale des protestations menées par les islamistes du Tehreek-e-Labbaik Pakistan à Islamabad en novembre 2017. Accusé de blasphème, il retire la réforme puis est contraint de démissionner le 26 novembre 2017 alors que sa famille est la cible d'attaques. 
Zahid Hamid quitte ensuite la vie politique et laisse la place à son fils Ali Zahid, élu député de la troisième circonscription de Sialkot avec environ 38 % des voix lors des élections législatives de 2018, battant de peu son principal rival du Mouvement du Pakistan pour la justice. 